# Vester Ulslev Sogn
Vester Ulslev Sogn 
ist eine ehemalige Kirchspielsgemeinde (dän.: Sogn) auf der Insel Lolland im südlichen Dänemark.
Bis 1970 gehörte sie zur Harde Musse Herred im damaligen Maribo Amt, danach zur Nysted Kommune im Storstrøms Amt, die im Zuge der  Kommunalreform zum 1. Januar 2007 in der Guldborgsund Kommune in der Region Sjælland aufgegangen ist. Zum 1. Januar 2022 wurde Vester Ulslev Sogn mit Øster Ulslev Sogn und Godsted Sogn zum Krumsø Sogn zusammengelegt.

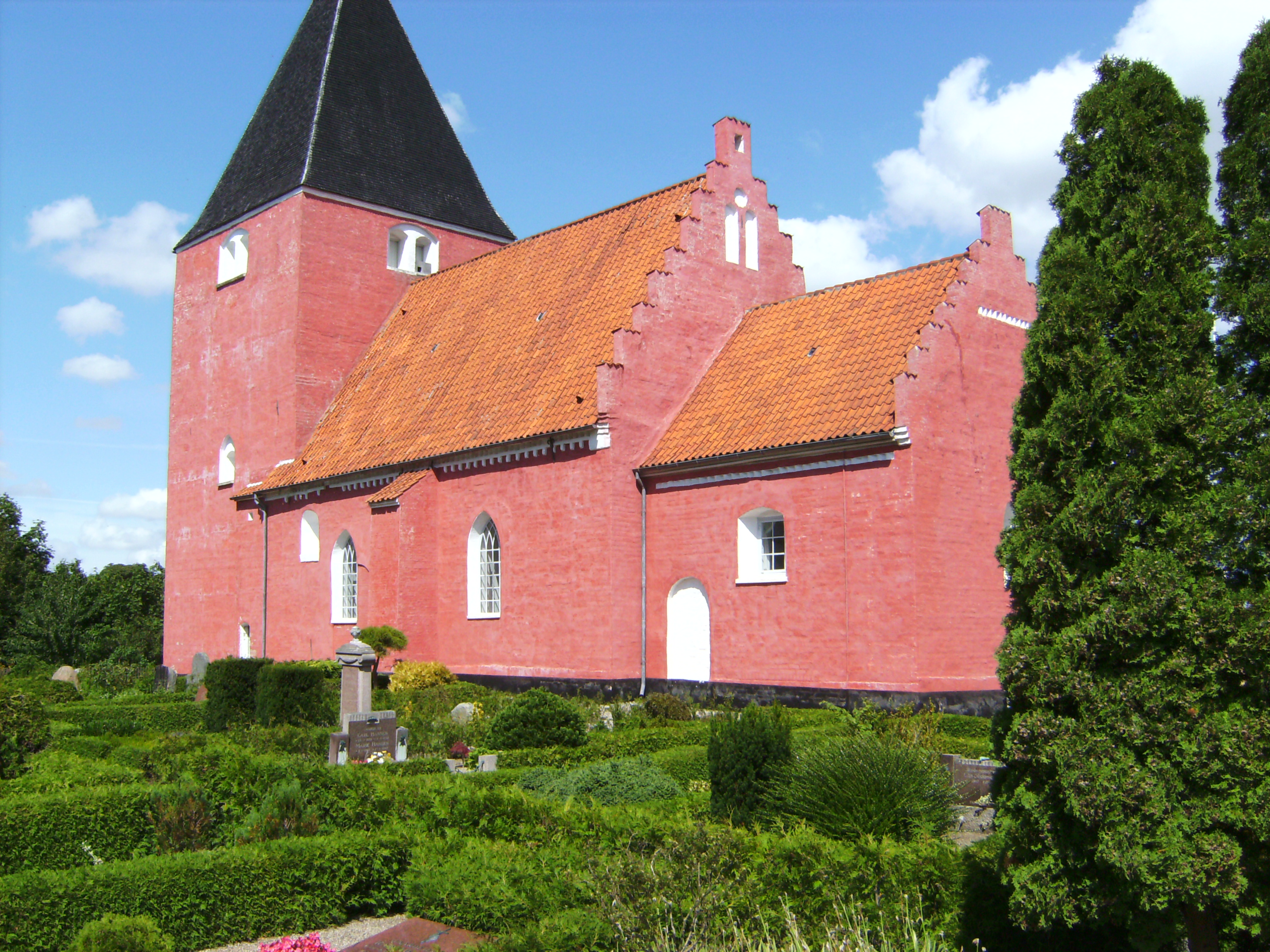
Vester Ulslev Kirke

Im Kirchspiel lebten am 1. Oktober 2021 313 Einwohner.
Im Kirchspiel liegt die Kirche „Vester Ulslev Kirke“.
Nachbargemeinden waren im Osten Øster Ulslev Sogn und im Norden Godsted Sogn, ferner in der benachbarten Lolland Kommune im Westen  Fuglse Sogn und im Südwesten Errindlev Sogn.